# مايكل لوبيز اليجريا
مايكل لوبيز اليجريا (بالإسبانية: Miguel López-Alegría)‏ (و. 1958 – م) هو ضابط، ورائد فضاء من إسبانيا . ولد في مدريد. تولى منصب قائد بعثة محطة الفضاء الدولية، البعثة 14 (6 يوليو 2006–6 أبريل 2007) .

## ريادة الفضاء
شارك في المهمات الفضائية:
- البعثة 14
- STS-92
- STS-73
- Soyuz TMA-9
- STS-113.

## التعليم
تعلم في كلية كينيدي بجامعة هارفارد، وجامعة هارفارد

## الخدمة العسكرية
خدم في بحرية الولايات المتحدة.

## جوائز
حصل على جوائز منها:
- Medal "For Merit in Space Exploration".